# محمد توسلی (نماینده مجلس شورای ملی)
محمد توسلی سیاست‌مدار ایرانی بود، که در  دوره بیستم  به‌عنوان نماینده رودبار در مجلس شورای ملی حضور داشت.